# Autruy-sur-Juine

Autruy-sur-Juine este o comună în departamentul Loiret din centrul Franței. În 1 ianuarie 2022 avea o populație de 729 de locuitori.